# Power Windows
Power Windows  — одинадцятий студійний альбом канадського рок-гурту Rush, виданий в 1985 році.

## Список композицій
Автор слів Ніл Пірт, автор музики Гедді Лі і Алекс Лайфсон. 
| Перша сторона | Перша сторона       | Перша сторона |
| #             | Назва               | Тривалість    |
| ------------- | ------------------- | ------------- |
| 1.            | «The Big Money»     | 5:36          |
| 2.            | «Grand Designs»     | 5:07          |
| 3.            | «Manhattan Project» | 5:09          |
| 4.            | «Marathon»          | 6:11          |

| Друга сторона | Друга сторона       | Друга сторона |
| #             | Назва               | Тривалість    |
| ------------- | ------------------- | ------------- |
| 5.            | «Territories»       | 6:20          |
| 6.            | «Middletown Dreams» | 5:19          |
| 7.            | «Emotion Detector»  | 5:11          |
| 8.            | «Mystic Rhythms»    | 5:54          |

## Учасники запису
Rush
- Гедді Лі — вокал, бас-гітара, бас-педалі, синтезатори
- Алекс Лайфсон — гітара
- Ніл Пірт — ударні

Додаткові музиканти
- Енді Річардс — клавішні, програмування
- Джим Барджесс — синтезатори, програмування
- Енн Дадлі — аранжування струнних
- Ендрю Джекман — диригент, аранжування хора
- The Choir — хор

Технічний персонал
- Rush і Пітер Коллінз — аранжування і продюсування
- Джим Бартон — звукорежисер
- Метт Батлер, Стівен Чейз, Дейв Міган і Геф Мораес — асистенти звукорежисера
- Боб Людвіг і Браян Лі — мастеринг
- Хью Сайм — оформлення, дизайн обкладинки

## Позиції в чартах

### Позиції в чартах
| Чарт (1985)     | Позиція |
| --------------- | ------- |
| Велика Британія | 9       |
| Канада          | 5       |
| Нідерланди      | 44      |
| США             | 10      |
| Фінляндія       | 16      |
| Швеція          | 26      |